# Aspicilia desertorum
Aspicilia desertorum är en lavart som först beskrevs av Kremp., och fick sitt nu gällande namn av Konstantin Sergejevitj Merezjkovskij. Aspicilia desertorum ingår i släktet Aspicilia och familjen Megasporaceae.   Inga underarter finns listade i Catalogue of Life.